# Jonas Hofmann
Jonas Hofmann (phát âm tiếng Đức: [ˈjoːnas ˈhoːfman], sinh ngày 14 tháng 7 năm 1992) là một cầu thủ bóng đá chuyên nghiệp người Đức hiện đang thi đấu ở vị trí tiền vệ cánh phải cho câu lạc bộ bóng đá Bayer Leverkusen tại Bundesliga và Đội tuyển bóng đá quốc gia Đức.

## Sự nghiệp câu lạc bộ

### Sự nghiệp ban đầu
Hofmann bắt đầu sự nghiệp câu lạc bộ khi gắn bó với FC Rot ở khu đô thị St. Leon-Rot từ năm 1998 cho đến cuối mùa giải 2003–04. Sau đó, anh chuyển đến 1899 Hoffenheim vào mùa giải 2004–05. Hofmann ra mắt đội thứ hai TSG 1899 Hoffenheim trong chiến thắng 1–0 vào tháng 4 năm 2011 trong mùa giải 2010–11. Vào cuối mùa giải 2010–11, Hofmann đã ra sân 5 lần và ghi được hai bàn thắng ở giải vô địch cho TSG 1899 Hoffenheim II.

### Borussia Dortmund
Trong mùa giải 2011–12, Hofmann ký hợp đồng có thời hạn đến ngày 30 tháng 6 năm 2015 với Borussia Dortmund và được giới thiệu tại Borussia Dortmund II cho mùa giải 2011–12. Hofmann ghi bàn tại trận ra mắt cho Dortmund II vào ngày 6 tháng 8 trong chiến thắng 2–0 trên sân khách trước 1. FC Kaiserslautern II. Vào ngày 10 tháng 9, Hofmann đã ghi hai bàn thắng trong chiến thắng 4–0 trên sân khách trước đội hai của Schalke 04. Trong mùa giải Bundesliga 2012–13, Hofmann được đôn lên đội một Borussia Dortmund.
Hofmann ra mắt đội một Borussia Dortmund ở mùa giải Bundesliga 2012–13 vào ngày 16 tháng 12 năm 2012 trong chiến thắng 3–1 trên sân khách của BVB trước TSG 1899 Hoffenheim khi vào sân thay người ở phút thứ 89. Vào ngày 6 tháng 4 năm 2013, anh thực hiện pha kiến tạo cho Julian Schieber trong trận ra mắt của mình tại Bundesliga để gỡ hòa bằng cách ấn định tỷ số 2–2 trong chiến thắng 4–2 trên sân nhà của Dortmund trước FC Augsburg.
Vào ngày 27 tháng 7 năm 2013, Hofmann đã giành vô địch DFL-Supercup 2013 cùng Dortmund sau khi đánh bại đối thủ Bayern Munich với tỷ số 4–2. Hofmann ghi bàn thắng đầu tiên cho Borussia Dortmund trong trận thắng Eintracht Braunschweig vào ngày 18 tháng 8 sau khi vào sân thay người ở hiệp hai. Vào ngày 12 tháng 4 năm 2014, Hofmann ghi bàn thắng thứ ba khi Dortmund đánh bại Bayern Munich 3–0 tại Allianz Arena.

#### Cho mượn tại Mainz 05
Trong kỳ chuyển nhượng mùa hè năm 2014, Borussia Dortmund đã chấp nhận một hợp đồng cho mượn có thời hạn một năm tại 1. FSV Mainz 05 cho Hofmann đến ngày 30 tháng 6 năm 2015. Hofmann dính chấn thương trong phần lớn thời gian của mùa giải 2014–15 và ghi 3 bàn sau 12 trận cho Mainz trước khi trở lại Dortmund.

#### Quay trở lại Borussia Dortmund
Vào ngày 30 tháng 7 năm 2015, Hofmann ghi bàn thắng đầu tiên ở đấu trường châu Âu trong chiến thắng 1–0 trước đội bóng Áo Wolfsberger AC ở trận lượt đi vòng sơ loại thứ ba Europa League.

### Borussia Mönchengladbach
Vào ngày 1 tháng 1 năm 2016, Hofmann gia nhập Borussia Mönchengladbach với hợp đồng có thời hạn 4 năm. Sau đó, anh ra mắt câu lạc bộ vào ngày 23 tháng 1 năm 2016 trong trận thua 1–3 trước câu lạc bộ cũ Dortmund.
Hofmann ghi bàn thắng đầu tiên cho câu lạc bộ trong trận đấu gặp đội bóng đồng hương Đức Schalke vào ngày 9 tháng 3 năm 2017 tại vòng 16 đội UEFA Europa League. Trận đấu kết thúc với tỷ số hòa 1–1. Gladbach cuối cùng bị loại vì luật bàn thắng sân khách sau hai lượt kết thúc với tỷ số 3–3.
Vào ngày 18 tháng 10 năm 2018, Hofmann ghi hat-trick đầu tiên trong chiến thắng 4–0 trước câu lạc bộ cũ Mainz tại Bundesliga. Hofmann ký hợp đồng mới với Gladbach vào ngày 16 tháng 4 năm 2019 để tiếp tục gắn bó với câu lạc bộ đến năm 2023. Vào ngày 8 tháng 1 năm 2021, anh ghi một cú đúp và thực hiện một pha kiến tạo trong chiến thắng lịch sử với tỷ số 3–2 trước Bayern Munich.

### Bayer Leverkusen
Vào ngày 5 tháng 7 năm 2023, Hofmann ký hợp đồng với Bayer Leverkusen cho đến năm 2027 sau khi kích hoạt điều khoản giải phóng 10 triệu euro. Vào ngày 12 tháng 8 năm 2023, anh ghi bàn thắng ngay trong trận ra mắt với câu lạc bộ trong trận gặp FC Teutonia Ottensen tại DFB-Pokal.

## Sự nghiệp quốc tế
Từ năm 2009 đến năm 2010, Hofmann thi đấu cho đội tuyển bóng đá U-18 quốc gia Đức và chơi trận cuối cùng cho đội U-18 trong chiến thắng trước đội tuyển bóng đá U-18 quốc gia Pháp vào ngày 25 tháng 3 năm 2010 trước khi tiếp tục đại diện cho đội tuyển bóng đá U-21 quốc gia Đức.
Vào tháng 10 năm 2020, anh được Joachim Löw triệu tập vào đội tuyển quốc gia Đức cho các trận đấu với Thổ Nhĩ Kỳ, Ukraina và Thụy Sĩ. Anh ra mắt cho đội tuyển quốc gia Đức trong trận giao hữu gặp Thổ Nhĩ Kỳ vào ngày 7 tháng 10 năm 2020. Vào ngày 19 tháng 5 năm 2021, anh được chọn vào đội tuyển để tham dự UEFA Euro 2020.
Tính đến ngày 11 tháng 6 năm 2022, anh đã ghi 4 bàn thắng quốc tế cho đội tuyển quốc gia Đức.

## Đời tư
Hofmann xuất thân từ một gia đình cầu thủ bóng ném, có ông nội Erwin và mẹ là Birgit đều là cầu thủ bóng ném và cha là Harald chơi cho TSV Rot ở giải bóng ném Bundesliga 2. Anh trai của Jonas, Benjamin (sinh năm 1988) chơi bóng đá cho Astoria Walldorf tại Regionalliga Südwest. Benjamin là thành viên của đội hai của câu lạc bộ kể từ mùa giải 2019–20.

## Dự án kinh doanh
Hofmann sở hữu ba chi nhánh của thương hiệu nhà hàng Subway ở khu vực Heidelberg.

## Thống kê sự nghiệp

### Câu lạc bộ
Tính đến 17 tháng 5 năm 2025
| Câu lạc bộ               | Mùa giải            | Giải vô địch        | Giải vô địch | Giải vô địch | Cúp quốc gia | Cúp quốc gia | Châu lục | Châu lục | Khác | Khác | Tổng cộng | Tổng cộng |
| Câu lạc bộ               | Mùa giải            | Hạng đấu            | Trận         | Bàn          | Trận         | Bàn          | Trận     | Bàn      | Trận | Bàn  | Trận      | Bàn       |
| ------------------------ | ------------------- | ------------------- | ------------ | ------------ | ------------ | ------------ | -------- | -------- | ---- | ---- | --------- | --------- |
| 1899 Hoffenheim II       | 2010–11             | Regionalliga Süd    | 5            | 2            | —            | —            | —        | —        | —    | —    | 5         | 2         |
| Borussia Dortmund II     | 2011–12             | Regionalliga West   | 35           | 10           | —            | —            | —        | —        | —    | —    | 35        | 10        |
| Borussia Dortmund II     | 2012–13             | 3. Liga             | 35           | 5            | —            | —            | —        | —        | —    | —    | 35        | 5         |
| Borussia Dortmund II     | 2013–14             | 3. Liga             | 1            | 0            | —            | —            | —        | —        | —    | —    | 1         | 0         |
| Borussia Dortmund II     | Tổng cộng           | Tổng cộng           | 71           | 15           | 0            | 0            | 0        | 0        | 0    | 0    | 71        | 15        |
| Borussia Dortmund        | 2012–13             | Bundesliga          | 3            | 0            | 0            | 0            | 0        | 0        | 0    | 0    | 3         | 0         |
| Borussia Dortmund        | 2013–14             | Bundesliga          | 26           | 2            | 5            | 1            | 8        | 0        | 0    | 0    | 39        | 3         |
| Borussia Dortmund        | 2014–15             | Bundesliga          | 2            | 0            | 0            | 0            | 0        | 0        | 1    | 0    | 3         | 0         |
| Borussia Dortmund        | 2015–16             | Bundesliga          | 7            | 1            | 1            | 0            | 6        | 1        | —    | —    | 14        | 2         |
| Borussia Dortmund        | Tổng cộng           | Tổng cộng           | 38           | 3            | 6            | 1            | 14       | 1        | 1    | 0    | 59        | 5         |
| Mainz 05 (mượn)          | 2014–15             | Bundesliga          | 10           | 3            | 0            | 0            | 0        | 0        | —    | —    | 10        | 3         |
| Borussia Mönchengladbach | 2015–16             | Bundesliga          | 8            | 0            | 0            | 0            | —        | —        | —    | —    | 8         | 0         |
| Borussia Mönchengladbach | 2016–17             | Bundesliga          | 21           | 0            | 3            | 1            | 5        | 1        | —    | —    | 29        | 2         |
| Borussia Mönchengladbach | 2017–18             | Bundesliga          | 23           | 0            | 2            | 1            | —        | —        | —    | —    | 25        | 1         |
| Borussia Mönchengladbach | 2018–19             | Bundesliga          | 27           | 5            | 2            | 1            | —        | —        | —    | —    | 29        | 6         |
| Borussia Mönchengladbach | 2019–20             | Bundesliga          | 24           | 5            | 2            | 0            | 3        | 0        | —    | —    | 29        | 5         |
| Borussia Mönchengladbach | 2020–21             | Bundesliga          | 24           | 6            | 4            | 1            | 5        | 1        | —    | —    | 33        | 8         |
| Borussia Mönchengladbach | 2021–22             | Bundesliga          | 26           | 12           | 2            | 0            | —        | —        | —    | —    | 28        | 12        |
| Borussia Mönchengladbach | 2022–23             | Bundesliga          | 31           | 12           | 2            | 2            | —        | —        | —    | —    | 33        | 14        |
| Borussia Mönchengladbach | Tổng cộng           | Tổng cộng           | 184          | 40           | 17           | 6            | 13       | 2        | 0    | 0    | 214       | 48        |
| Bayer Leverkusen         | 2023–24             | Bundesliga          | 32           | 5            | 5            | 1            | 9        | 2        | —    | —    | 46        | 8         |
| Bayer Leverkusen         | 2024–25             | Bundesliga          | 11           | 2            | 2            | 1            | 4        | 0        | 0    | 0    | 17        | 3         |
| Bayer Leverkusen         | Tổng cộng           | Tổng cộng           | 43           | 7            | 7            | 2            | 13       | 2        | 0    | 0    | 63        | 11        |
| Tổng cộng sự nghiệp      | Tổng cộng sự nghiệp | Tổng cộng sự nghiệp | 351          | 70           | 30           | 9            | 40       | 5        | 1    | 0    | 422       | 84        |

1. ↑  Bao gồm DFB-Pokal
2. 1 2 3  Ra sân tại UEFA Champions League
3. ↑  Ra sân tại DFL-Supercup
4. 1 2 3  Ra sân tại UEFA Europa League
5. ↑  Ra sân hai lần tại UEFA Champions League, ra sân ba lần và ghi một bàn thắng tại UEFA Europa League

### Quốc tế
Tính đến 17 tháng 10 năm 2023
| Đội tuyển quốc gia | Năm       | Trận | Bàn |
| ------------------ | --------- | ---- | --- |
| Đức                | 2020      | 2    | 0   |
| Đức                | 2021      | 8    | 2   |
| Đức                | 2022      | 9    | 2   |
| Đức                | 2023      | 4    | 0   |
| Tổng cộng          | Tổng cộng | 23   | 4   |

Tỷ số và kết quả liệt kê bàn thắng của Đức được để trước, cột tỷ số cho biết tỷ số sau mỗi bàn thắng của Hofmann.
| # | Ngày                 | Địa điểm                                                | Đối thủ | Bàn thắng | Kết quả | Giải đấu                                 |
| - | -------------------- | ------------------------------------------------------- | ------- | --------- | ------- | ---------------------------------------- |
| 1 | 5 tháng 9 năm 2021   | Mercedes-Benz Arena, Stuttgart, Đức                     | Armenia | 5–0       | 6–0     | Vòng loại FIFA World Cup 2022            |
| 2 | 14 tháng 11 năm 2021 | Sân vận động Cộng hòa Vazgen Sargsyan, Yerevan, Armenia | Armenia | 4–1       | 4–1     |                                          |
| 3 | 7 tháng 6 năm 2022   | Allianz Arena, München, Đức                             | Anh     | 1–0       | 1–1     | UEFA Nations League 2022–23 (hạng đấu A) |
| 4 | 11 tháng 6 năm 2022  | Puskás Aréna, Budapest, Hungary                         | Hungary | 1–1       | 1–1     |                                          |

## Danh hiệu
Bayer Leverkusen
- Bundesliga: 2023–24[32]
- DFB-Pokal: 2023–24[33]
- DFL-Supercup: 2024[34]

Borussia Dortmund
- DFL-Supercup: 2013,[35] 2014[35]